# 員林大排
員林大排，又稱員林大排水溝、員林大排水道，在歷史上有不同稱呼如臺灣溝、鹿港溪、大武郡溪（清代），為彰化縣八堡圳灌溉水利系統之一。從日治時代到中華民國接管臺灣後，各段經過加深、加寬和挖新水道取直整治，全長25.4公里，上游面寬53公尺，下游面寬102公尺主幹流經社頭鄉、員林市、埔心鄉、埔鹽鄉、福興鄉、鹿港鎮等1市14鄉鎮，於褔興鄉二港村出海，東界為八卦山，北邊是八堡水利委員會第一圳，南邊有八堡二圳與西溝，面積約1萬9229公頃，排水與灌溉面積達2萬2304公頃。員林大排在鹿港下游稱為福鹿溪，原河道鹿港人俗稱舊港溝(2018年彰化縣政府開始鹿港溪重現動工)，埔鹽段又稱台灣溝，埔心段又稱柳溝（柳仔溝）。

## 沿革
員林大排的建設規劃約始於日大正十一年（1922年），用來排除員林柴頭井上游的山洪與社頭、田中、員林一帶的淹水，並降低沿線地下水位，以改善農田且增加耕種面積。當時的計畫中員林大排長度為25.45公里，排水量為每秒336.7立方公尺，渠寬80.3公尺，深3.3公尺，受益面積7萬5千公頃。開闢計畫於昭和七年（1932年）再次設計，預計十年後完成，之後工程於昭和十六年（1941年）12月8日動工，但因為戰爭等因素導致物資人力缺乏，工程斷斷續續，到日本時代結束時僅完成13多公里，另有5公里只完成一部分，而此一時期完成的水段大致是鹿港海岸到埔心鄉油車村二抱巷口的部分。
二次大戰之後，臺灣省水利局在員林設置工程處，打算依照日本的計畫繼續施工，但中華民國政府在治臺初期預算不足，且有部分水利地未順利收購，工程依然屢次中斷，後來在民國四十年（1951年）臺灣省政府編列預算且獲得美援與農復會的貸款才使得工程能順利進行，於民國四十四年（1955年）宣告完工，修築到社頭鄉鴨母湳一帶。完工之後，立有「員林大排水告成紀念碑」，由當時的臺灣省政府建設廳水利局局長章錫授敬撰，臺灣省八堡水利委員會主任委員李功垂敬立。
台76線自國道三號中興系統交流道分出，經八卦山隧道後沿員林大排兩側，以高架形式與員林大排的平面道路共構，在埔鹽鄉與國道一號交匯，續往西北通車至埔鹽鄉與福興鄉交界處之台19線彰水路埔鹽交流道為止。往西終點至芳苑鄉漢寶路段，因此路線引起地方爭議而停擺10年未動工至今，目前暫時通行員林大排平面道路（縣道144號），可通往鹿港鎮，並連接台61線西濱快速道路。

## 柳橋晚眺
柳橋晚眺是1961年選出的彰化縣八景之一，柳橋位於埔心鄉的員鹿路上，柳橋之名是舊有橋梁在1952年4月改建後所取的名字，附近一帶在1954年左右計劃成風景區，遂由埔心鄉公所在柳溝西側蓋八卦亭，並建碼頭、設置遊艇。然而到了1971年時因為員林大排上游受工農業廢水汙染，並有布袋蓮蔓延，使得柳溝不再適合泛舟，鄉公所便結束此一公共造產事業，而柳橋晚眺一景也因而不存。

## 龍舟競賽

### 鹿港慶端陽活動

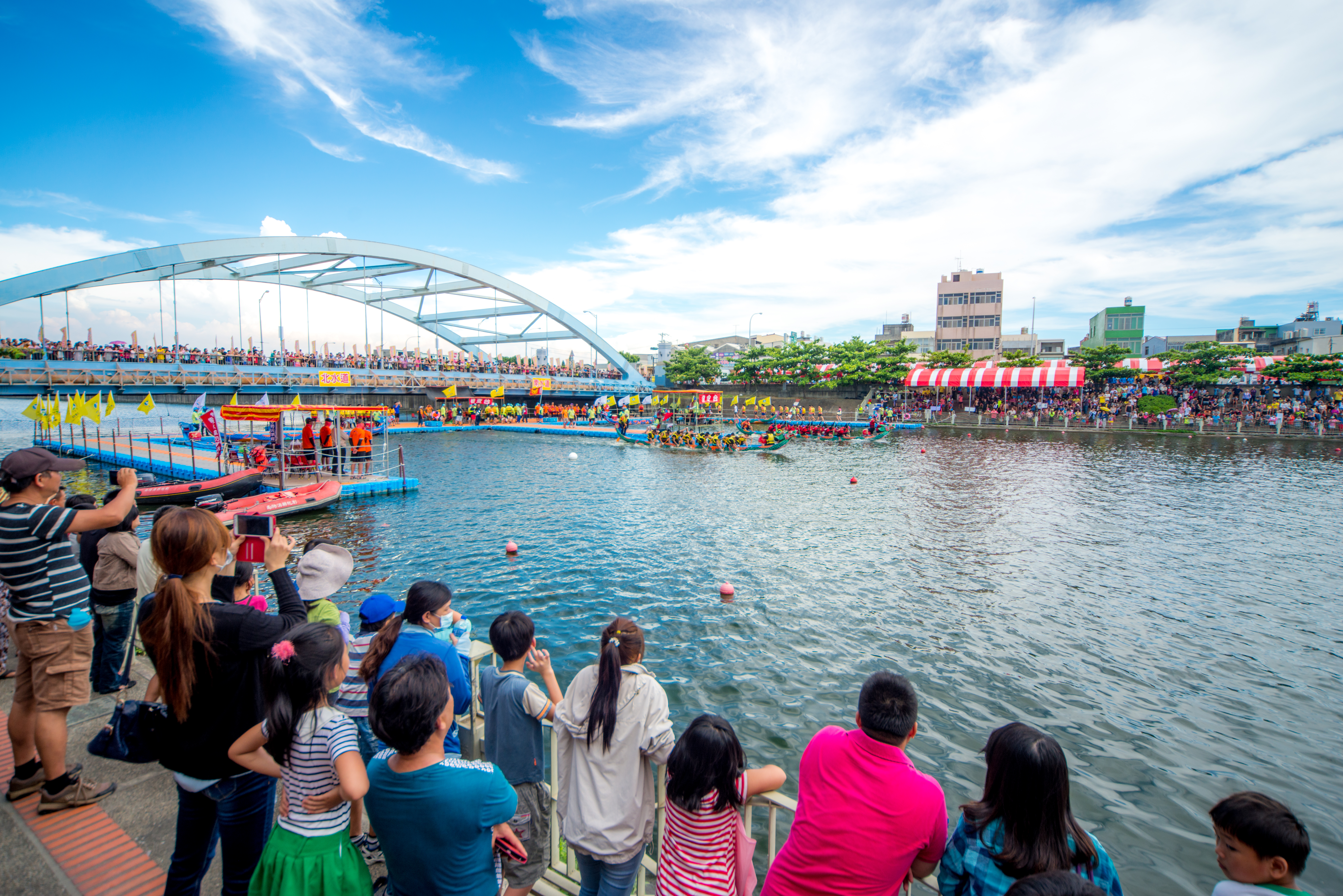

1978年起每年於端午節舉辦「鹿港慶端陽」活動，其中重頭戲既是在福鹿溪舉辦龍舟競賽及跨河拔河競賽（全台唯一舉辦過），而於老三台時期每年皆有實況轉播；但於道路擴建時將賽事移至吉安水道舉辦。於2015年「鹿港慶端陽」時端午龍舟賽事移回福鹿溪舉辦。

### 台灣國際競技龍舟錦標賽
於2013年起每年於中秋節前舉辦台灣國際競技龍舟錦標賽。2016年8月27、28日舉辦第4屆台灣國際競技龍舟錦標賽。

## 外部連結
- 柳河的生與死，陳胤